# Wieringermeer
Wieringermeer este o comună în provincia Olanda de Nord, Țările de Jos. Comuna ocupă în totalitate polderul omonim din IJselmeer

## Localități componente
Kreileroord, Middenmeer, Slootdorp, Wieringerwerf.